# Забрідки
За́брідки — село в Україні, у Новосанжарській селищній громаді Полтавського району Полтавської області. Населення становить 459 осіб. До 2020 орган місцевого самоврядування — Лелюхівська сільська рада.

## Географія
Село Забрідки знаходиться на правому березі річки Ворскла, вище за течією на відстані 0,5 км розташоване селище Нові Санжари, нижче за течією на відстані 2,5 км розташоване село Жуки, на протилежному березі — село Зачепилівка. Річка в цьому місці звивиста, утворює лимани та заболочені озера.

## Історія
12 червня 2020 року, відповідно до розпорядження Кабінету Міністрів України № 721-р «Про визначення адміністративних центрів та затвердження територій територіальних громад Полтавської області», село увійшло до складу Новосанжарської селищної громади.
19 липня 2020 року, в результаті адміністративно - територіальної реформи та ліквідації Новосанжарського району, село увійшло до складу новоутвореного Полтавського району Полтавської області.

## Об'єкти соціальної сфери
- Бібліотека.